# Linwood (Nova Jérsei)
Linwood é uma cidade localizada no estado americano de Nova Jérsei, no Condado de Atlantic.

## Demografia
Segundo o censo americano de 2000, a sua população era de 7172 habitantes.
Em 2006, foi estimada uma população de 7354, um aumento de 182 (2.5%).

## Geografia
De acordo com o United States Census Bureau tem uma área de
10,7 km², dos quais 9,9 km² cobertos por terra e 0,8 km² cobertos por água.

## Localidades na vizinhança
O diagrama seguinte representa as localidades num raio de 8 km ao redor de Linwood.